# Alastair Goold Macgregor
Alastair Goold Macgregor (* 23. Dezember 1919 in Bridge of Allan; † 31. Mai 1972) war ein schottischer Physiologe und Hochschullehrer.

## Leben
Alastair wurde als Sohn von Christine Elizabeth Goold und dem Professor für Bibelkritik George Hogarth Carnaby Macgregor in Bridge of Allan im Stirlingshire geboren. In beiden Familien gab es bekannte Kleriker, Akademiker und Ärzte. Im Anschluss an den Besuch der Schule in Glasgow wechselte der Junge kurz an die Kingswood School, Hartford, von wo er an das Fettes College in Edinburgh wechselte. Er schloss mit einem Bachelor of Science in Physiologie ab noch bevor er seinen Abschluss in Medizin (M.B. und Ch.B) von der University of Glasgow erwarb.
Er nahm eine Assistenzstelle bei John McNee an der Western Infirmary in Glasgow an und wechselte 1944 als Surgeon Lieutenant in den Militärdienst der Royal Naval Reserve. Er kehrte zurück nach Glasgow und arbeitete kurz an der Western Infirmary, bevor er zu seinen Studien zurückkehrte. 1948 wurde er Mitglied der ärztlichen Berufskörperschaft in Großbritannien, dem Royal College of Physicians und führte das Kürzel M.R.C.P nach seinem Namen.
Ihm wurde eine Stelle als Research-Fellows in der Abteilung für therapeutische Medizin an der University of Sheffield unter Edward Wayne angeboten. Dort gesellten sich bald noch John Goodwin und Graham Wilson hinzu und die drei formten ein bedeutendes Trio von Dozenten. 1951 wurde ihm der Doktorgrad mit Auszeichnung verliehen. 1952 berief ihn die University of Edinburgh zum Senior Lecturer unter Derrick Dunlop. 1959 rief ihn die University of Aberdeen in der Nachfolge von David Campbell auf den Regius Chair of Materia Medica and Therapeutics.
Noch nicht ganz 40-jährig nahm Macgregor die Gestaltung seiner eigenen Universitätsabteilung in Angriff. Sein ansteckender Enthusiasmus gewann ihm die Unterstützung der Kollegen und Studenten. Sein Einfluss ging weit über die eigene Abteilung hinaus und wurde durch seine Wahl zum Dekan der medizinischen Fakultät bestätigt. Er wurde bis 1971 regelmäßig wiedergewählt. Macgregor wirkte nicht nur an der Universität, sondern übernahm wesentliche Aufgaben in verschiedenen medizinischen Gesellschaften des Königreichs. Er war Co-Autor eines der wichtigsten Lehrbücher seiner Zeit, dem Textbook of Medical Treatment (Dunlop, Alstead und Macgregor), war an der Gründung des British National Formulary und des Prescribers Journals beteiligt, dass einen großen Einfluss auf die therapeutische Praxis in Großbritannien hatte. Er war aktiv in der British Pharmacological Society und der Medical Research Society, denen er jeweils für einige Zeit vorsaß. Er war ein überzeugter Vertreter der wissenschaftlich fundierten Pharmakologie und seine Beiträge zum Fach waren unkonventionell und von einer gesunden Skepsis geprägt.
In seiner eigenen Forschung interessierte sich Macgregor für therapeutische Entwicklungen, Genetik und Endokrinologie. Seine originellste Forschung betraf die Funktion der Schilddrüse.
Macgregor heiratete 1944 Janet Elizabeth Macpherson, eine Mitstudentin. Aus der Ehe gingen vier Kinder hervor, Andrew, Elisabeth, Gordon und Donald Roy. Seit 1965 plagte eine unheilbare Erkrankung Macgregor, die ihn ab 1971 zur Aufgabe seiner Arbeit zwang. Er verstarb am 31. Mai 1972.

## Bibliografie

### Artikel
- Diagnosis Of Thyrotoxicosis By A Simple Out-Patient Radioactive Iodine Technique, 1953, British Medical Journal
- Simplified Radioactive Iodine Therapy, 1957, British Medical Journal
- Radioactive Iodine Therapy in Thyroid Disorders, 1960, Postgraduate Medical Journal
- Detection of drug toxicity, 1962, Lancet
- Drugs and the Doctor, 1963, Scottish Medical Journal

### Bücher
- Practical prescribing: an introductory guide for medical students; 1953, Alastair G. Macgregor und Trevor W. G. Kinnear
- Textbook of medical treatment